# بينت ثري دي
بينت ثري دي (بالإنجليزية: Paint 3D) هو محرر الصور مسؤول عن تحرير الصور المرسومة على أجهزة الكومبيوتر، يستطيع أن يقوم المُستخدم بلصق لقطات الشاشة فيه. وهو مُتاح من مايكروسوفت على مايكروسوفت ستور.

## استخدام
لا يزال البرنامج يعمل مع الصور ثنائية الأبعاد، وقد يُضيف إمكانيات للصور. الواجهة متوافقة مع شاشات اللمس. ولكن ليس مِن المُهم وجود شاشة تعمل باللمس أو كمبيوتر مزود بإمكانية استخدام القلم لاستخدام الرسام ثلاثي الأبعاد، ولكن يُقال أنَّ وجود قلم يمنح شعورًا أفضل. ويتميَّز التطبيق بقائمة تَتضمَّن زر الهمبرغر في أعلى يسار الواجهة، ولوحة أدوات على الجانب الأيمن. يوجد كذلك في الجزء العلوي أزرار للفرشاة وأزرار للملصقات والنصوص والتأثيرات ولوحة الرسم وغيرها.

## وصلات خارجية
- عَلى مايكروسوفت ستور